# Teta de Vaca (ciruela)
Teta de Vaca es una  variedad cultivar de ciruelo (Prunus domestica) Esta ciruela está cultivada tradicionalmente en la sierra norte de Madrid Comarca Lozoya Somosierra, en Valdemanco. Se está cultivando en el vivero de "La Troje" "Asociación sembrando raíces, cultivando biodiversidad", donde cultivan variedades frutícolas y hortícolas de la herencia para su conservación y recuperación de su cultivo. Así mismo está cultivado en el IMIDRA- Banco de Germoplasma de Variedades Tradicionales de Frutales de la Comunidad de Madrid (Finca La Isla).

## Sinónimos
- “Teta de Vaca“,[5]
- "Ciruela Teta de Vaca".[6]

## Historia
Se piensa que la especie Prunus domestica es un híbrido entre 'P. spinosa' y 'P. cerasifera', originaria del Cáucaso y el suroeste asiático (Masefield et al. 1980; López González 2002). Dentro de esta especie se incluyen las variedades de más antigua difusión en Europa, ya que su cultivo se desarrolló principalmente en los Balcanes y países mediterráneos (Waugh 1910). La especie P. insititia ha sido considerada por algunos autores subespecie de P. domestica (Prunus domestica subsp. insititia) debido a su parecido con ésta (López González 2002).
'Teta de Vaca' tiene arraigado su cultivo en la Sierra Norte de Madrid, en Valdemanco llevan cultivándose más de un siglo. Se ha conservado en cultivo por ser muy productiva.
Sigue habiendo árboles de esta variedad en Valdemanco.

## Características
La floración en los meses de marzo y abril.

“Muy rústica, reproducida por semilla.".
(Anna Blasco Serret, Valdemanco).

La variedad de ciruela 'Teta de Vaca' tiene un fruto de tamaño de gran calibre, y forma ovoide con una pequeña protuberancia en el apice, piel de color púrpura, con pruina blanquecina. Posee un pedúnculo medio y fino. Hueso semi desprendido.
Maduración en la primera quincena de septiembre. Una vez maduros se caen fácilmente del árbol por lo que para recogerlos simplemente se zarandea el árbol.

“Una vez cosechadas se conservan un mes".
(Anna Blasco Serret, Valdemanco).

## Cultivo
Los ciruelos tradicionalmente no se injertaban. Las variedades presentes son multiplicadas de forma vegetativa, trasplantando los chupones que brotan de las raíces, o de forma sexual, a través de semilla.
La producción estaba tradicionalmente orientada al autoconsumo, salvo en Puebla de la Sierra que se llevaban a vender a otros pueblos de la comarca. Algunas variedades del Valle Alto de Lozoya se hacían pasas y de esta forma se alargaba la conservación. 

“Consumo en crudo”.
(Anna Blasco Serret, Valdemanco).

Autofértil, es una muy buena variedad polinizadora de todos los demás ciruelos.

## Usos
Tradicionalmente su consumo en crudo. También se llevaban a Madrid para venderlas en las confiterías de la Plaza de la Cebada.